# Обріггайм (Баден-Вюртемберг)
Обріггайм (нім. Obrigheim) — громада в Німеччині, знаходиться в землі Баден-Вюртемберг. Підпорядковується адміністративному округу Карлсруе. Входить до складу району Неккар-Оденвальд.
Площа — 24,27 км2. Населення становить 5407 ос. (станом на 31 грудня 2020).